# Alvis Stormer
Le FV4333 Alvis Stormer  est un système antiaérien mobile à courte portée fabriqué par Alvis Vickers.

## Histoire
En 1978, Alvis a présenté le premier prototype du FV4333 Stormer au MVEE (Military Vehicles and Engineering Establishment).
Il s'agissait en fait d'une version allongée du véhicule blindé de transport de troupes FV103 Spartan CVR(T), bien que le véhicule ait été modifié de tous les côtés. Parmi les modifications, il y avait un train de roulement avec six galets de chaque côté, un nouveau moteur diesel et une nouvelle caisse supérieure. Le développement du véhicule était basé sur l'idée de construire toute une famille de CVR(T) de deuxième génération. Les objectifs du développement comprenaient la construction d'un véhicule polyvalent/APC avec une charge utile plus élevée.
En 1992, Alvis a participé avec trois prototypes de Stormer à un appel d'offres pour le programme LAV des États-Unis. Les véhicules étaient équipés d'une tourelle M242 dotée d'un canon automatique de 25 mm.
Entre-temps, la British Army avait besoin de remplacer le système de missiles surface-air (SAM) Rapier, qui devenait trop vieux. Une partie de ce besoin concernait un véhicule porteur pour le nouveau système. En 1986, le ministère de la Défense a donc décidé d'acheter le Stormer comme base pour le missile Starstreak High Velocity Missile (HVM) fabriqué par Thales Land & Joint Systems plutôt que comme véhicule blindé de transport de troupes.
Le Stormer, légèrement blindé, est doté d'une caisse en alliage d'aluminium. Il offre une protection totale contre les effets des projectiles de 7,62 mm et des éclats d'artillerie, ainsi que des cartouches de calibre 12,7 mm sur l'arc frontal. Le concept du Stormer suit fortement celui du FV103 Spartan CVR(T) APC, mais en raison de sa caisse allongée et de son train de roulement plus long, deux rouleaux de retour ont été intégrés dans le train de roulement. Le Stormer d'environ 12,7 t (sans tourelle HVM) est propulsé par un moteur diesel Perkins T6.3544 à 6 cylindres qui développe 186 kW (250 ch). Le moteur est relié à une transmission David Brown TN15E+. Les lots de production ultérieurs ont reçu le moteur diesel Cummins 6BTA qui développe la même puissance de 250 ch, mais à un régime plus élevé.
En 1994, le FV4333 Stormer a d'abord été utilisé comme véhicule blindé par le 12th Regiment Royal Artillery (en) basé à Dortmund et, à partir de 1995, à la caserne Dempsey de Schloß Neuhaus/Sennelager en tant que Troop Reconnaissance Vehicle (TRV) et de base pour les Self-propelled Starstreak HVM (SP HVM).
L'équipage du SP HVM Stormer se compose du conducteur, du commandant du véhicule et de l'opérateur de missiles. Le SP HVM Starstreak comprend la tourelle avec deux unités de lancement contenant chacune quatre missiles, le système de détection et de hiérarchisation des cibles ADAD (Air Defence Alert Device), le système SIFF (Successor Identification Friend/Foe), le viseur d'arme du commandant du véhicule, une unité de contrôle pour l'alimentation de la servocommande et un système d'imagerie thermique panoramique installé entre les unités de lancement.
Au total, dix Stormer TRV et 135 Stormer SP HVM ont été fournis à l'armée britannique. La livraison de tous les véhicules a été achevée en 1995. Dans le cadre de la structure Army 2020, le SP HVM est utilisé par trois batteries actives et deux batteries de réserve des unités de défense aérienne de la Royal Artillery.

## Histoire opérationnelle

### Service dans les différents pays utilisateurs

#### Ukraine

##### Acquisition
En avril 2022, le Royaume-Uni décide de transférer six Stormer HVM,.

##### 1129 зенітний ракетний Білоцерківський полк (1129erégiment de missiles antiaériens)
En juillet 2022, l'unité reçoit les premiers Stormer HVM.

### En opération

#### Irak
Les Stormer HVM ont été déployés en Irak en 2003, mais n'ont pas participé aux combats.

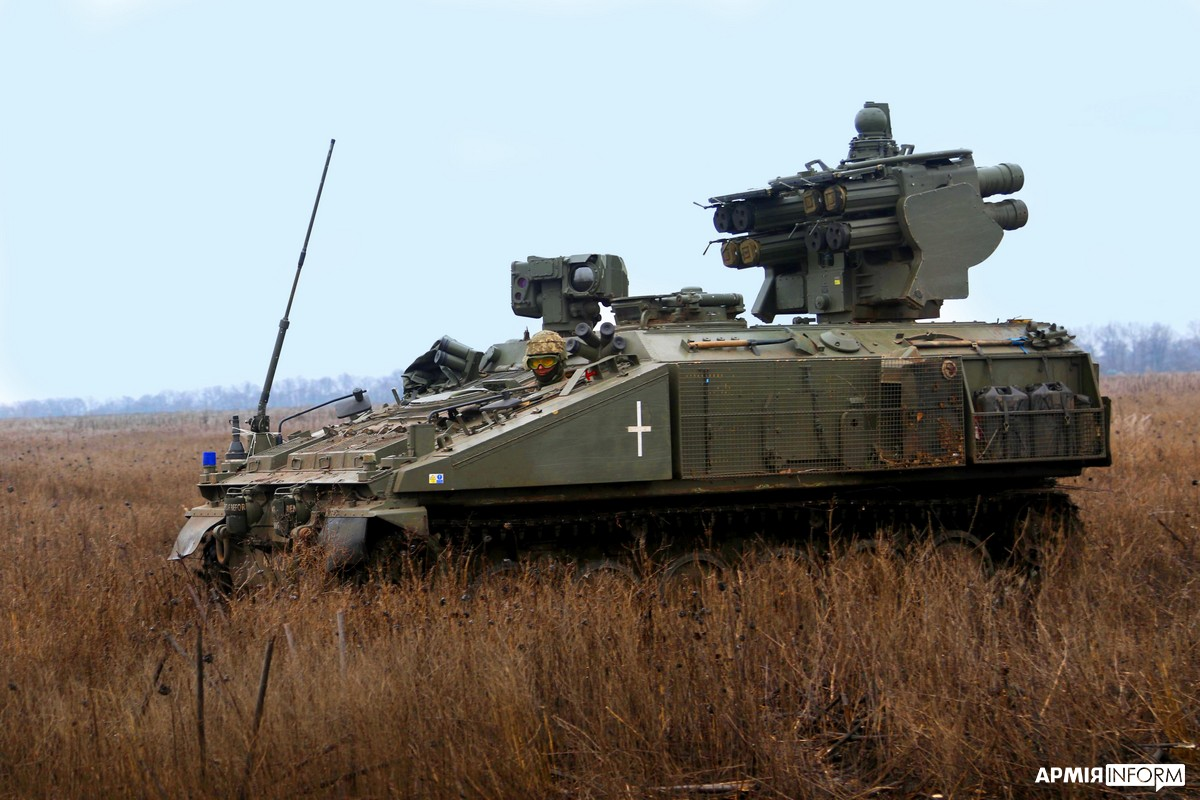
Stormer HVM ukrainien

#### Ukraine
Le 1129e régiment de missiles antiaériens a abattu 70 drones russes — Zala, Supercam, Orlan-10, Orlan-30, Merlin-VR — avec les Stormer HVM,.
En août 2022, l'armée ukrainienne a utilisé les Stormer dans l'est de l'Ukraine. Les Stormer auraient abattu quatre drones Orlan-10 et un Su-25.
Parmi les 6 véhicules transférés à l'Ukraine au moins 3 ont été endommagés dont deux par des drones Zala Lancet.

## Utilisateurs
- Indonésie
- Malaisie
- Oman
- Royaume-Uni

- Ukraine.

## Culture populaire
- Visible dans l'OVA de Dream Hunter Rem : New Dream Hunter Rem 2: Massacre in the Labyrinth, au côté d'un Challenger 2

- Jouable dans War Thunder

- Jouable dans Wargame Red Dragon

## Galerie

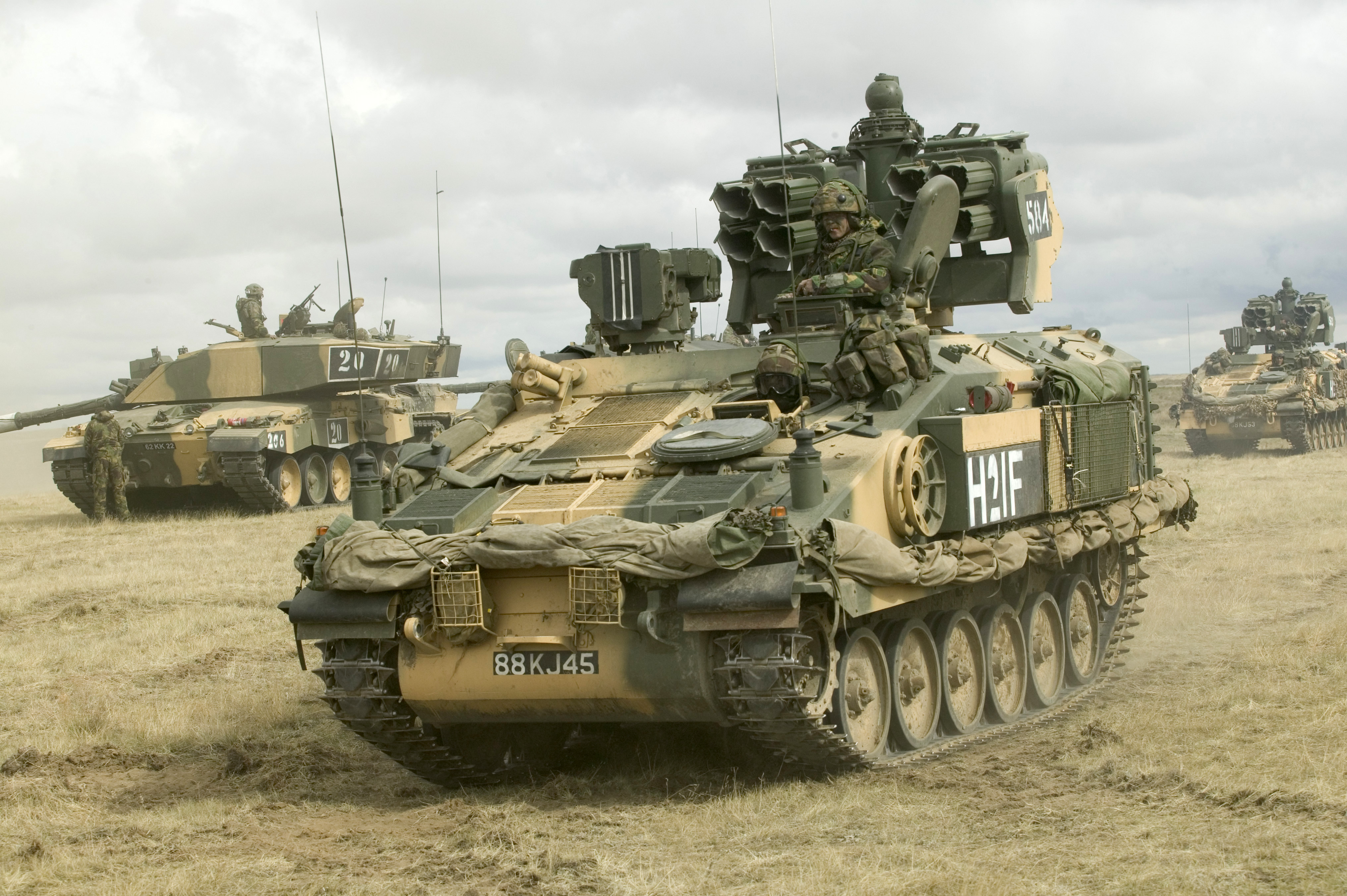
Stormer Combat Vehicles from 9 Bty 12 Regiment of The Royal Artillery, serving with 1 Royal Regiment of Fusiliers (1RRF) on Exercise MedMan.
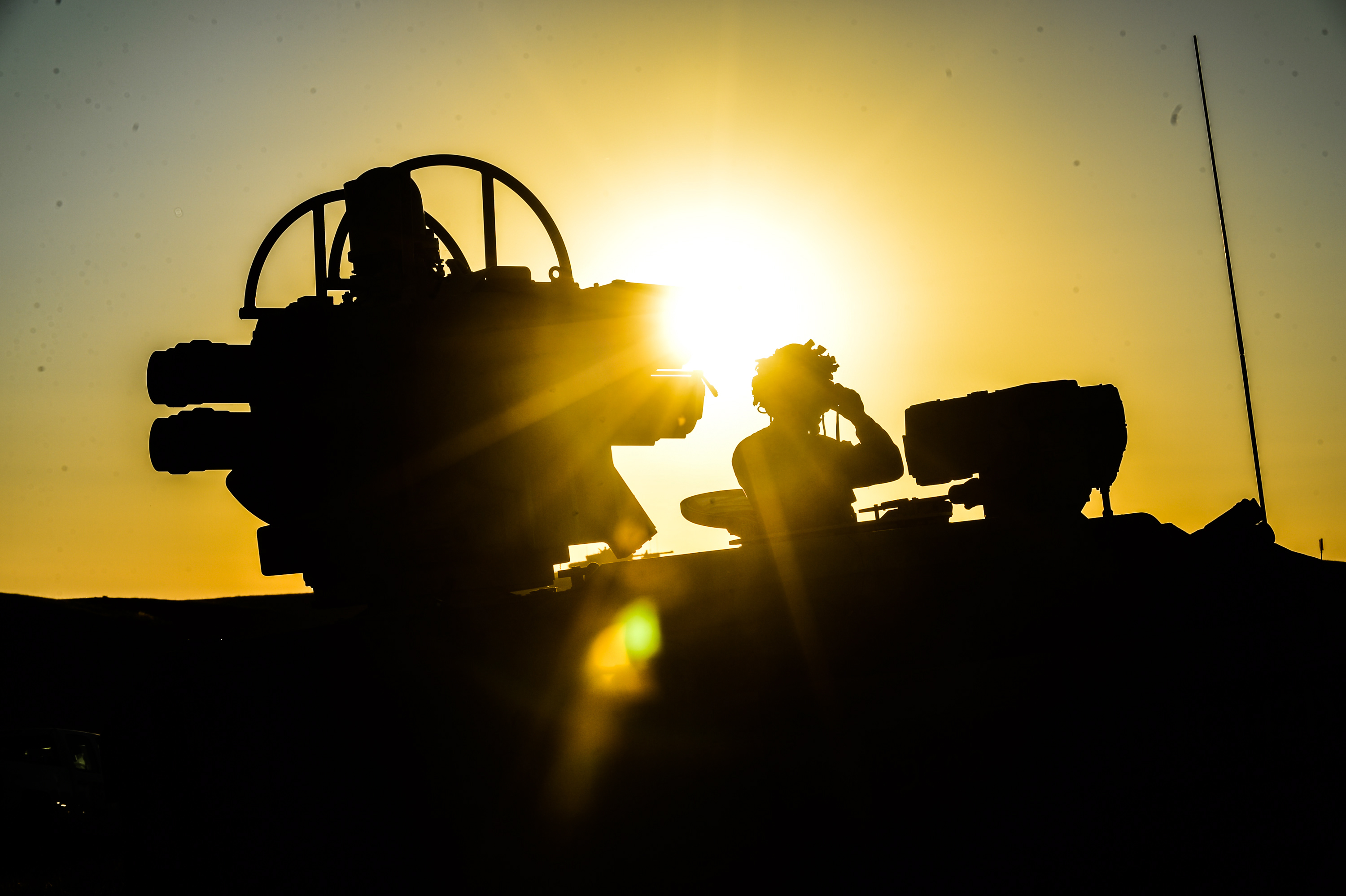
A Stormer vehicle in Silhouette during Ex Javelin
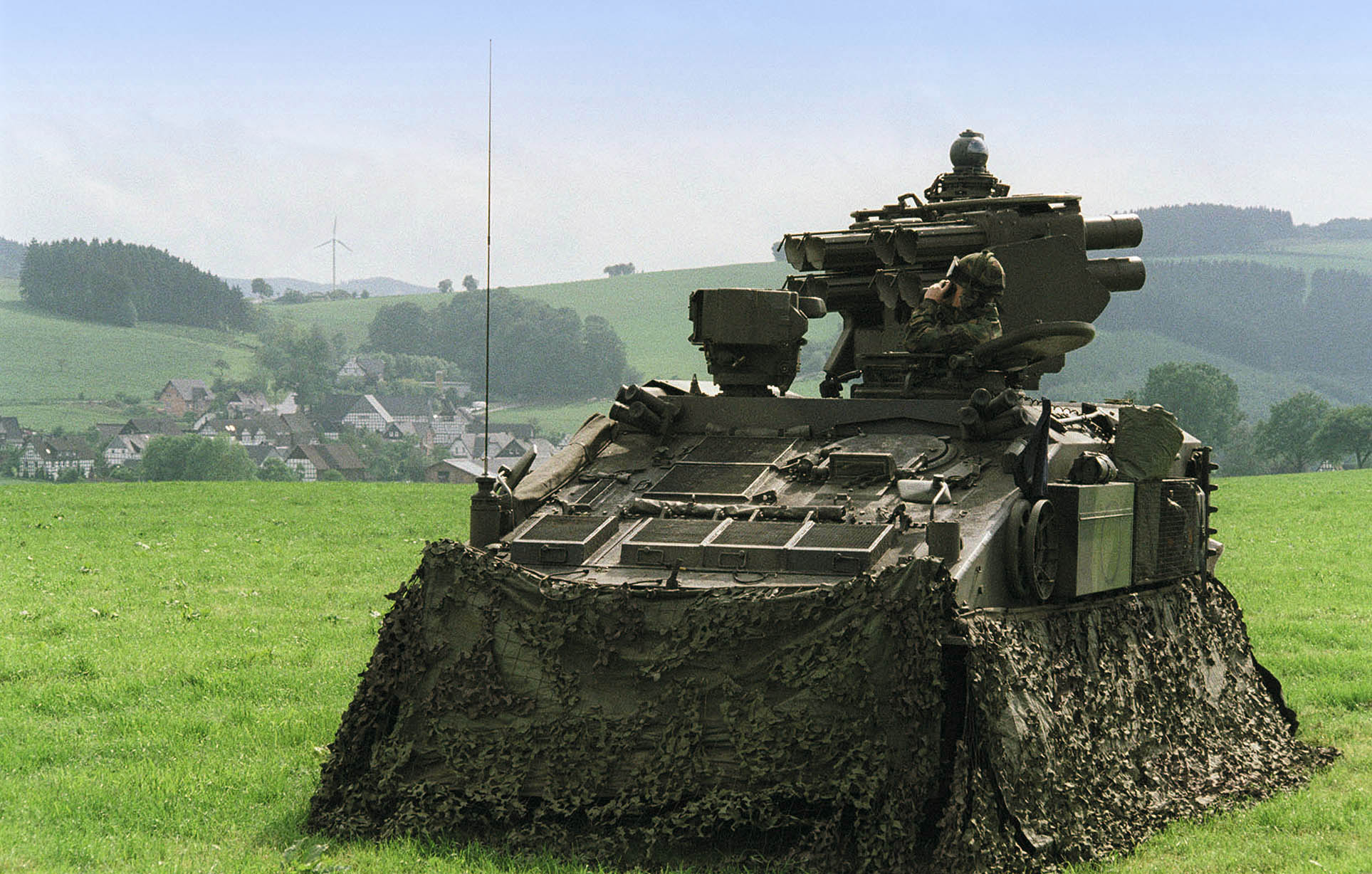
Stormer HMV, Ex Falcon Force, Germany
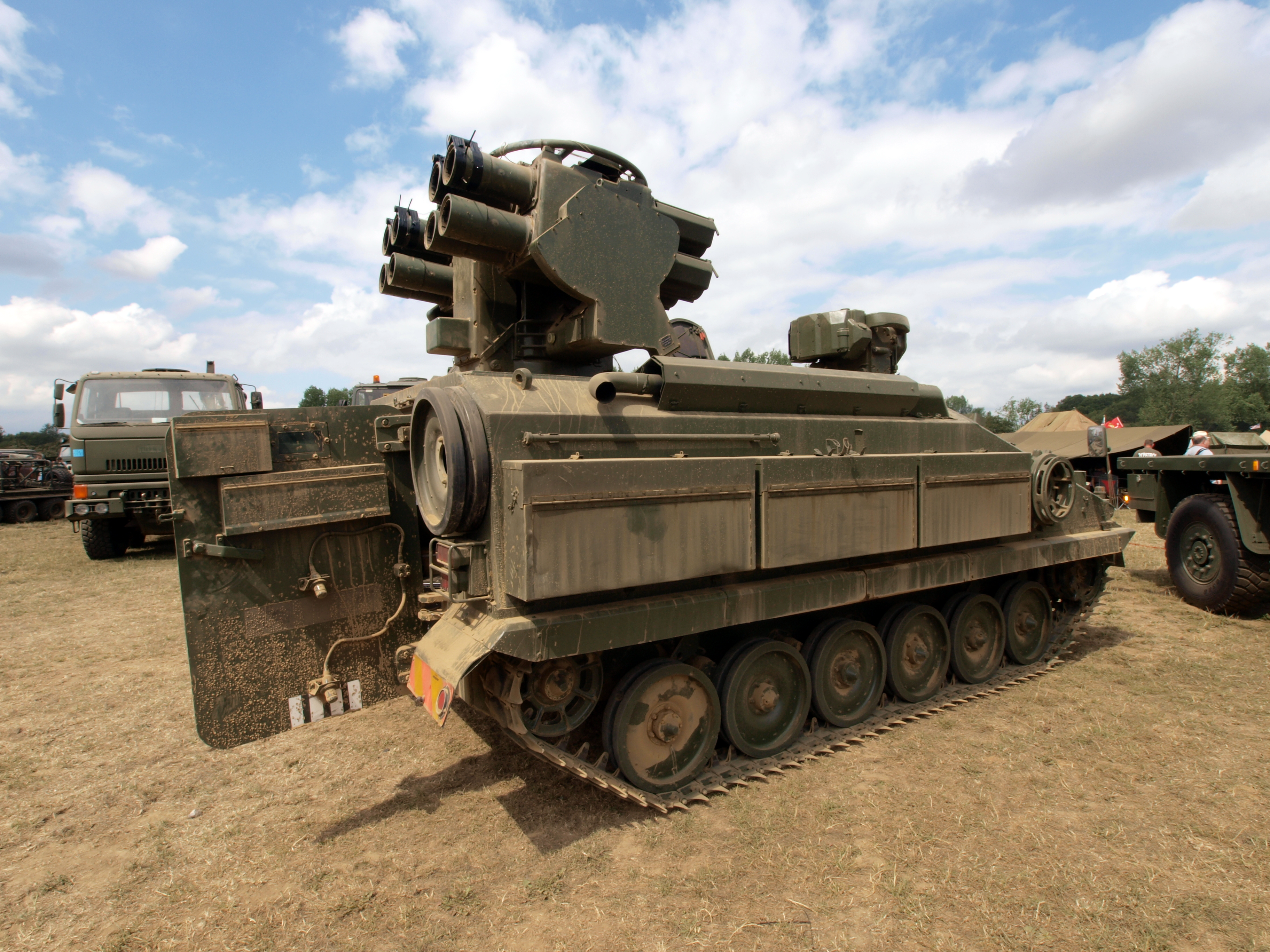
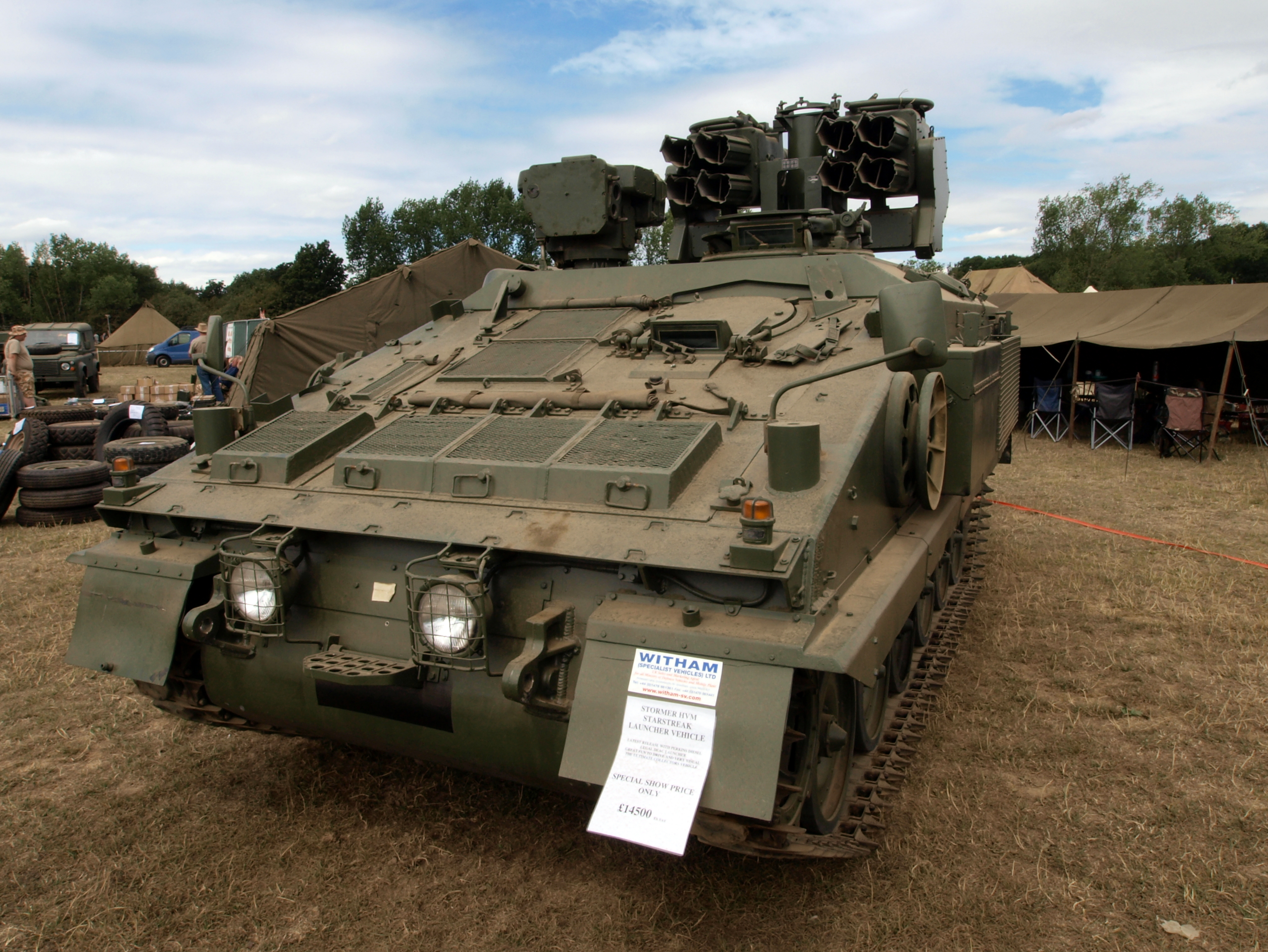
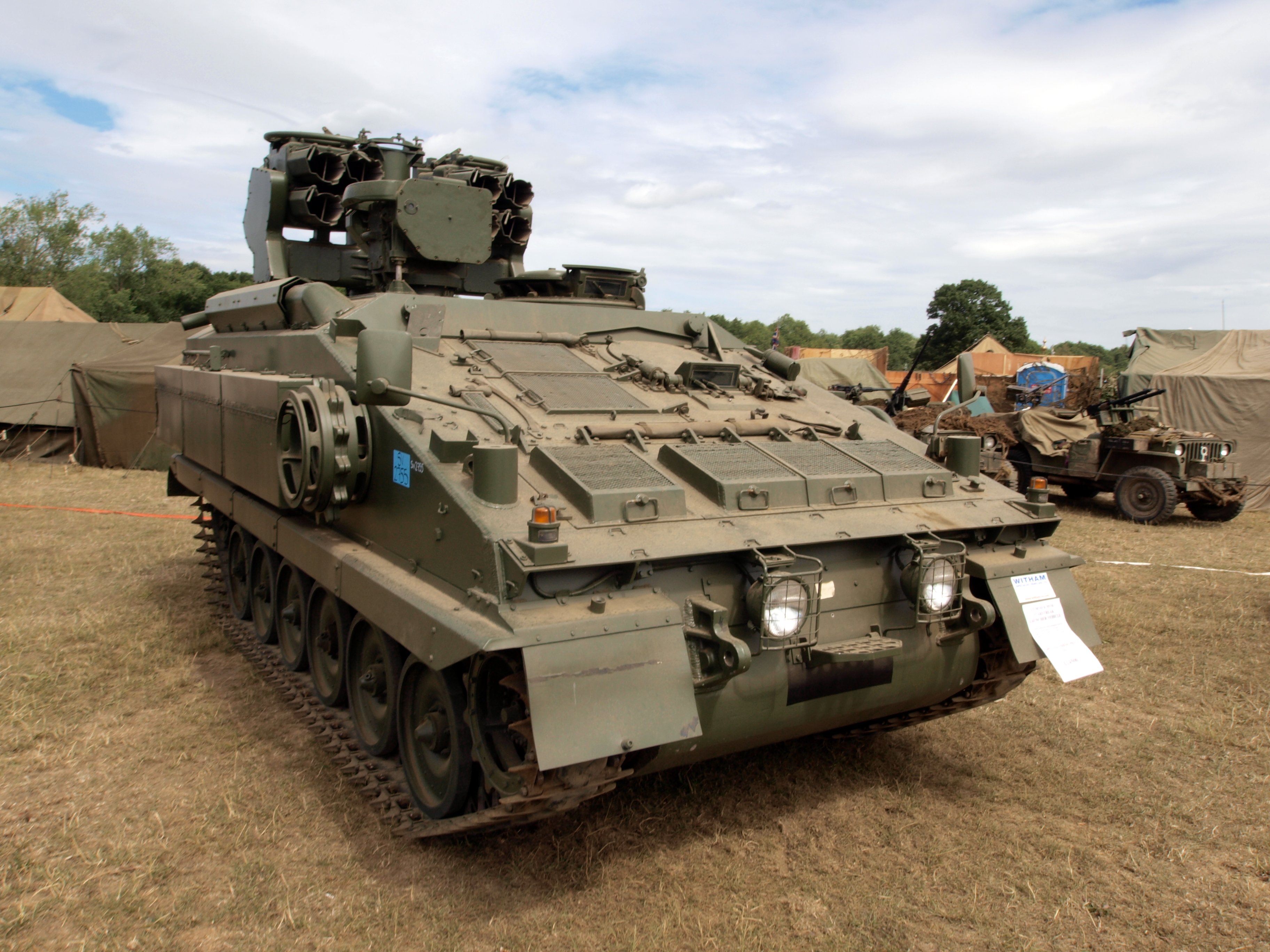
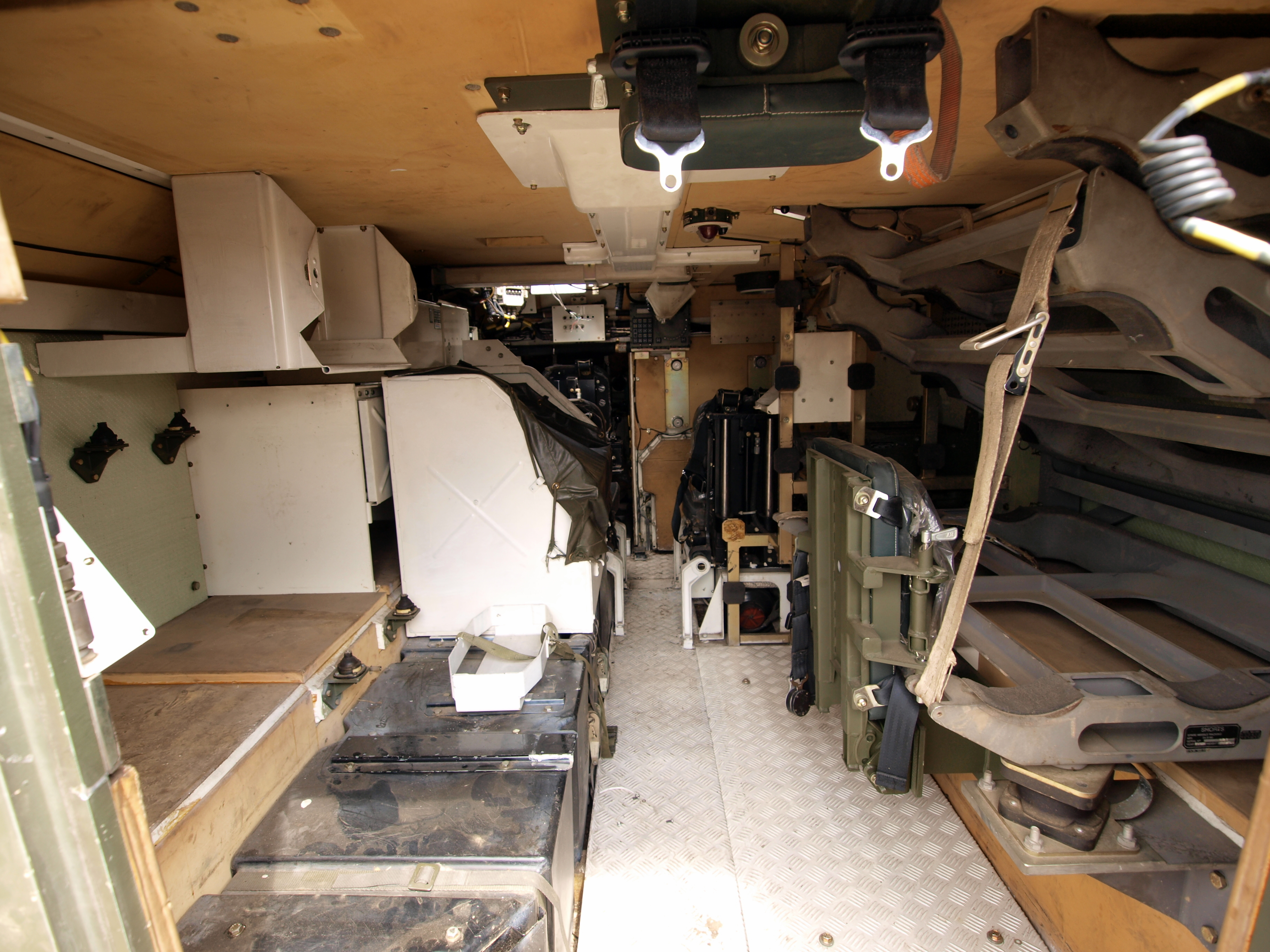
Intérieur du Stormer
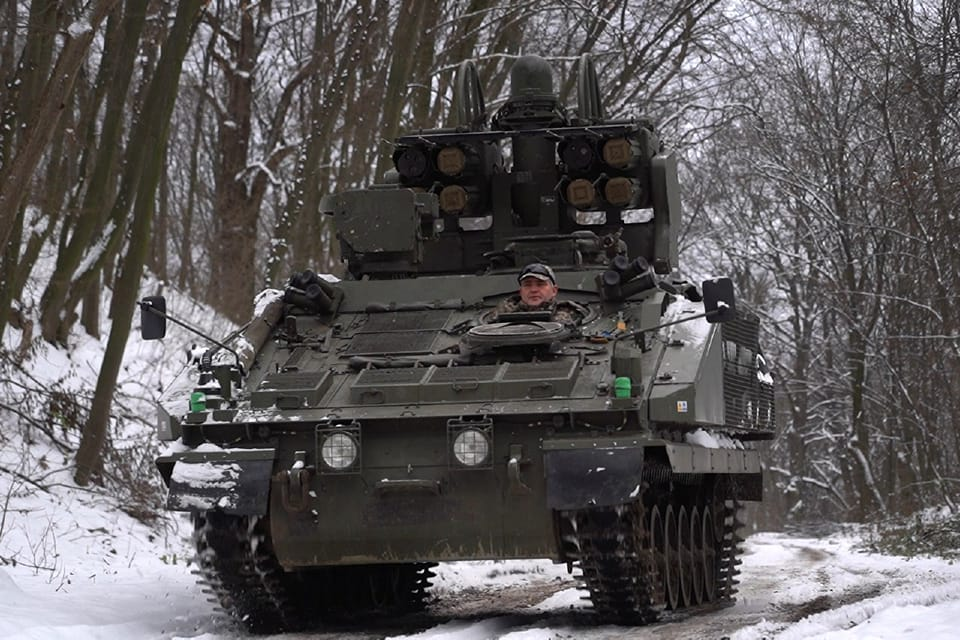
Stormer HVM en Ukraine
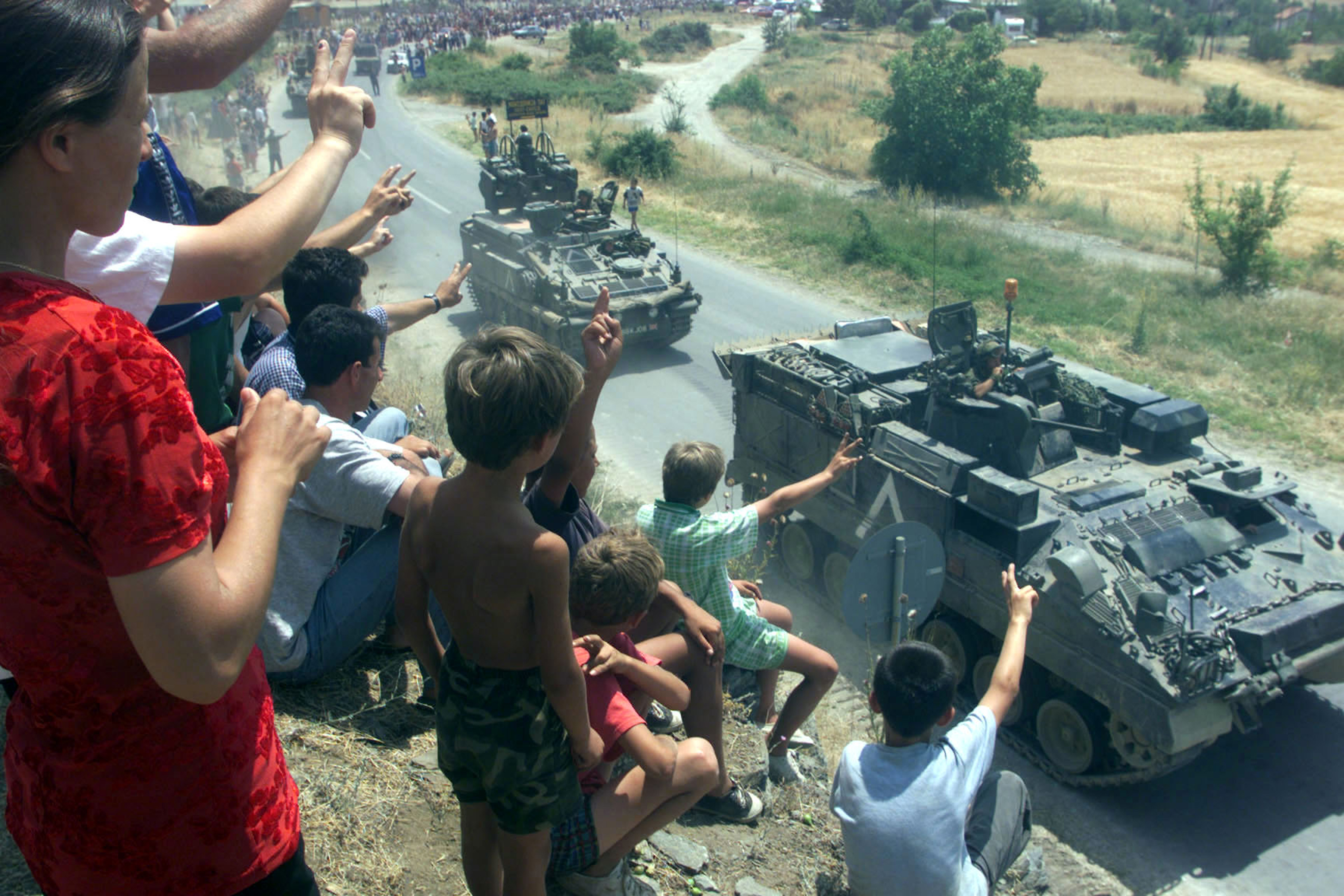
Warrior et Stormer HMV des Irish Guards sont acclamés alors qu'ils passent devant des réfugies du camp de Brazda, à la frontière Macédonienne du Kosovo, alors qu'ils avancent vers Pristina.